# Heizkraftwerk Berlin-Rudow
Das Heizkraftwerk Berlin-Rudow war ein von 1965 bis 2004 betriebenes Heizkraftwerk nach dem Prinzip der Kraft-Wärme-Kopplung im Berliner Ortsteil Rudow. Es lag am südlichen Ufer des Teltowkanals.
Bauherr war die Bewag. Das Steinkohlekraftwerk hatte eine elektrische Leistung von 175 MW sowie eine thermische Leistung von 130 MW. Es verfügte über einen Gleisanschluss an die Neukölln-Mittenwalder Eisenbahn, der für die Anlieferung von täglich bis zu 1200 Tonnen Steinkohle verwendet wurde. 1988 wurde ein zweites Anschlussgleis zur Versorgung der Rauchgasentschwefelungsanlage mit Kalksteinmehl und zur Abfuhr des daraus entstandenen Gips gebaut.
Bis zum 1. Mai 2003 versorgte das Kraftwerk rund 20.000 Wohnungen der Gropiusstadt mit Wärme. Anschließend diente es als Kaltreserve der Berliner Fernwärmeversorgung. Anfang 2006 wurde das Kraftwerk von Vattenfall, dem Rechtsnachfolger der Bewag, an ein Rückbauunternehmen verkauft. Dieses vermarktete intakte Teile des Kraftwerks und riss den Rest ab. Zwei Sprengversuche des Maschinenhauses im März 2007 schlugen fehl und beschädigten umliegende Einfamilienhäuser. Am 3. Mai 2007 wurden schließlich die Rauchgasentschwefelungs-, die Rauchgasentstickungsanlage und der 100 m hohe Stahlbeton-Schornstein beim dritten Versuch erfolgreich gesprengt. Die Abrissarbeiten wurden 2008 abgeschlossen. Im gleichen Jahr wurde der Berliner Flächennutzungsplan geändert, indem für das Gelände eine kleinteilige Wohnnutzung vorgesehen ist.